# Troupe de La Monnaie en 1775

## Composition de la troupe duThéâtre de la Monnaieen1775
L'année théâtrale commence le 17 avril 1775 et se termine le 24 février 1776.
| Acteurs et chanteurs             | Actrices et chanteuses     |
| -------------------------------- | -------------------------- |
| Berger                           | Borremans                  |
| Bigottini                        | Calmont                    |
| Bultos                           | de Clagny                  |
| Callais                          | Derieux                    |
| Calmus                           | Angélique D'Hannetaire     |
| Canneel                          | D'Humainbourg cadette (R.) |
| Compain                          | Gontier                    |
| Dazincourt                       | Le Clair                   |
| De Batty                         | Pezey de Fonrose           |
| Dorfeuille                       | Regnault                   |
| Dubois                           | Rogier                     |
| Dumoulin                         | Saint-Quentin              |
| Fleury                           | Sophie Lothaire            |
| Florence                         | Vitzthumb aînée (A.M.)     |
| Jacobs                           | Vitzthumb cadette (M.F.)   |
| Keyser                           |                            |
| Lambert                          |                            |
| Le Comte                         |                            |
| Le Petit                         |                            |
| Mees                             |                            |
| Pin                              |                            |
| Soligny                          |                            |
| Vanhove                          |                            |
| Danseurs et figurants            | Danseuses et figurantes    |
| Bocquet, maître de ballet        | D'Humainbourg aînée        |
| Fisse                            | Adélaïde                   |
| Gervais                          | Cambier                    |
| Jouardin                         | Delisle                    |
| Langlais                         | Fisse                      |
| Vanderlinden                     | Forrestier                 |
| Vincent                          | Julie Vilers               |
| Wauthier                         | Lucile                     |
|                                  | Roselli de Barras          |
|                                  | Vandelaer                  |
| Orchestre                        |                            |
| Van Maldere aîné (G.), directeur | L'Artillion                |
| Ambelang                         | Mechtler                   |
| Bauwens                          | Moris                      |
| Borremans                        | Pallet                     |
| de Burbure                       | Parent                     |
| Dewinne                          | Poitiaux                   |
| Dillay                           | Purschka                   |
| Doudelet                         | Teniers                    |
| Gehot (B.)                       | Vandenbroeck               |
| Gehot (F.)                       | Vandenhouten               |
| Gehot (R.J.)                     | Vandereycken               |
| Godecharle                       | Vanderplasse               |
| Gramm                            | Van Eeckhout               |
| Heinefetter                      | Vanhamme                   |
| Hinne                            | Van Maldere cadet (J.B.)   |
| Ipperseel                        | Vicedomini                 |
| Kayser                           | Wirth                      |
| Langlois                         |                            |
| Autre personnel                  |                            |
| D'Humainbourg, souffleur         |                            |

### Source
- Bruxelles, Archives générales du Royaume, Conseil privé autrichien, dossier 1054.